# دلبر دوداغي
دِلبَر دوداغي (بالتركية العثمانية: دِلبَر طوداغی وبالتركية الحديثة: dilber dudağı) وتعني شفة الحبيبة باللغة التركية، هي حلوى تركية. المكونات هي البيض واللبن والحليب والزبدة وزيت عباد الشمس وذرور الخبز والليمون والدقيق والسكر والماء.